# 3582 Cyrano
3582 Cyrano este un asteroid din centura principală, descoperit pe 2 octombrie 1986 de Paul Wild.